# Campos de imigrantes
Os campos de imigrantes em Israel (em hebraico:  מחנות עולים: plural Mahanot Olim) eram campos de refugiados destinados a fornecer acomodação para o grande fluxo de refugiados judeus e novos Olim (imigrantes judeus) que chegavam ao Mandato da Palestina e, mais tarde, ao Estado de Israel, a partir do início de 1947. Em suas barracas eram acomodados inicialmente os sobreviventes do Holocausto da Europa e, mais tarde, refugiados judeus do Oriente Médio e do Norte da África. No início de 1950, os campos de imigrantes foram convertidos em maabarot, nos quais as condições de vida eram melhores e abrigos de lata substituíram as barracas.

## História

### Estabelecimento
No início de 1947, a Agência Judaica chegou a um acordo com as autoridades britânicas, segundo o qual os imigrantes judeus chegariam à Terra de Israel com certificados mensais ou trimestrais e ficariam sob detenção pelos britânicos, sendo libertados dos campos de detenção quando recebessem um certificado apropriado de um doador.
Durante o ano de 1947, cerca de 750 imigrantes chegavam a cada mês ao Mandato da Palestina, e seguindo o acordo, ficavam detidos no campo de detentos de Atlit . Devido às duras condições naquele campo, muitos imigrantes foram transferidos para o campo de imigrantes de Kiryat Shmuel em Haifa, que também era um campo de detenção sob jurisdição britânica. Ficou acordado que seus guardas seriam policiais judeus da polícia do Mandato, e não britânicos. A Agência Judaica ficou responsável pela gestão interna dos campos em Atlit e Kiryat Shmuel, enquanto os serviços médicos eram fornecidos pela organização Hadassah. O campo de Kiryat Shmuel é considerado o primeiro campo de imigrantes de fato, com uma capacidade para 700 pessoas.
Na primeira metade de 1947, foi criado um outro campo de imigrantes perto de Hadera, chamado Newe Haim, fornecendo moradia para aqueles que eram libertados do campo de detenção de Atlit e do campo de Kiryat Shmuel. A permanência média dos imigrantes em Newe Haim naquela época era de cerca de três semanas.
Com chances crescentes para a imigração de 100.000 sobreviventes do Holocausto, a Agência Judaica preparou milhares de apartamentos dentro de cidades e vilas, além de dez campos de imigrantes, entre eles o campo de imigrantes perto de Kfar Azar, com uma capacidade de 200 pessoas. Entretanto, no final de 1947, a maioria dos campos de imigrantes recém-preparados permaneciam vazios, com as maiores concentrações de imigrantes que chegavam ficando no campo de Atlit (que abrigava 1.400 imigrantes em novembro) e nos campos de imigrantes de Kiryat Shmuel e perto de Hadera.
Após a resolução 181 da ONU sobre a partição da Palestina no final de novembro, o fluxo de imigrantes judeus aumentou e eles foram acomodados em novos locais, estabelecidos em antigos campos militares evacuados pelos britânicos. Nesta fase, foi estabelecido o campo de imigrantes de Pardes Hana, bem como campos próximos a Ra'anana, Bet Lid, Benyamina e Rosh Ha'ain. Mais tarde, novos campos foram estabelecidos em Be'er Ya'acov, Kiryat Eliyahu (Haifa), Kiryat Motzkin, Rehovot e Jerusalém. Esses campos abrigaram imigrantes que não conseguiam encontrar melhores condições ou receber ajuda de parentes.

### Aumento do fluxo

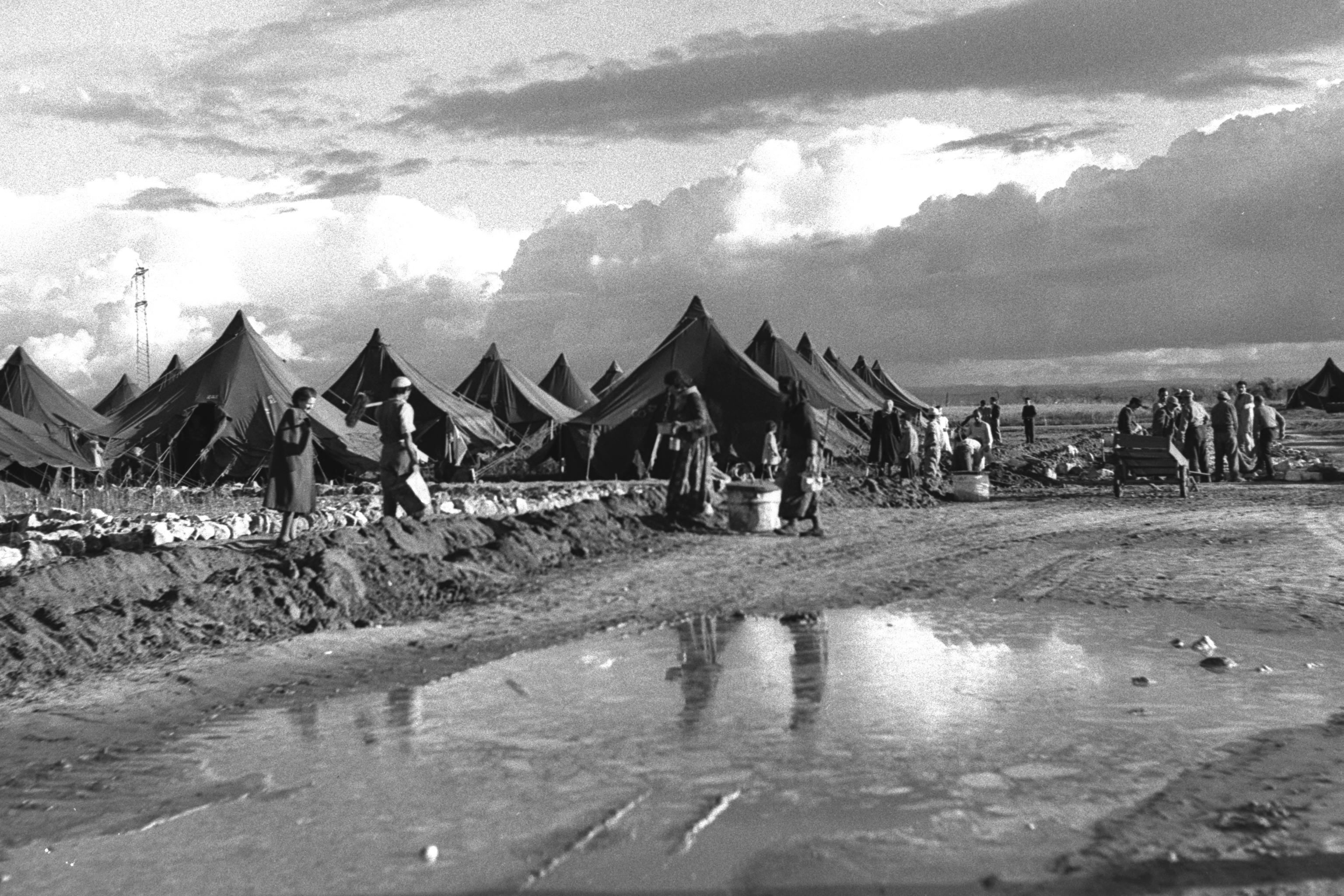
Campo de Imigrantes de Pardes Hana (1º de dezembro de 1950)

No final de 1948, havia 20 campos de imigrantes em Israel, abrigando 35.000 pessoas, com uma capacidade total de cerca de 50.000. A permanência média dos imigrantes nos campos de imigração se tornou cada vez mais longo, chegando a mais de um mês.
No final de 1949, já havia 90.000 judeus alojados em campos de imigração; no final de 1951, essa população aumentou para mais de 220.000 pessoas, em cerca de 125 comunidades separadas. A chegada repentina de 123.000 judeus iraquianos a Israel no início da década de 1950 significou que quase um terço dos moradores dos campos de imigrantes naquela época eram de origem judaica iraquiana. Além dos judeus iraquianos, um grande número de judeus líbios e iemenitas transformaram os campos de imigrantes em comunidades majoritariamente sefarditas e mizrahim.

### Conversão em campos de transição
As cidades de tendas proporcionavam um ambiente hostil para os refugiados e imigrantes. Como resultado, moradias mais habitáveis foram fornecidas para substituir as barracas, e os acampamentos foram convertidos em "campos de transição", ou ma'abarot. O primeiro campo de transição foi criado em maio de 1950 em Jerusalém e, em dois anos, os campos de transição convertidos abrigavam mais de 220.000 pessoas. A maioria dos moradores dos ma'abarot era alojada em abrigos de lata temporários. Mais de 80% dos moradores dos campos de transição eram refugiados judeus de países árabes e muçulmanos do Oriente Médio e Norte da África.
Com o tempo, as Ma'abarot se transformaram em cidades israelenses ou foram absorvidas como bairros das cidades às quais estavam anexadas, e os moradores receberam moradia permanente. O número de pessoas alojadas em campos começou a diminuir depois de 1952, e os últimos Ma'abarot foram encerrados por volta de 1963. A maioria dos campos de transição se tornaram Cidades em Desenvolvimento ("Ayarat Pitu'ach"). Alguns ma'abarot que se tornaram cidades, são Quriate-Chemoná, Sderot, Bete-Seã, Yoqneam, Or Yehuda e Migdal HaEmeq.

## Condições
Os campos de imigrantes eram, na verdade, acampamentos de barracas, localizados nos arredores de cidades e vilas judaicas. Os moradores de campos de imigrantes eram totalmente mantidos por instituições, não exigindo que trabalhassem e se sustentassem. A Agência Judaica era a responsável pela gestão interna dos campos. A situação mudou com a conversão dos campos de imigrantes em campos de transição no início da década de 1950, quando muitos moradores dos campos de transição começaram a trabalhar.
Uma fonte afirma que cerca de 60% das crianças em campos de transição não frequentavam a escola na década de 1950.